# Deutscher Nachhaltigkeitspreis

Logo der Stiftung Deutscher Nachhaltigkeitspreis e. V.

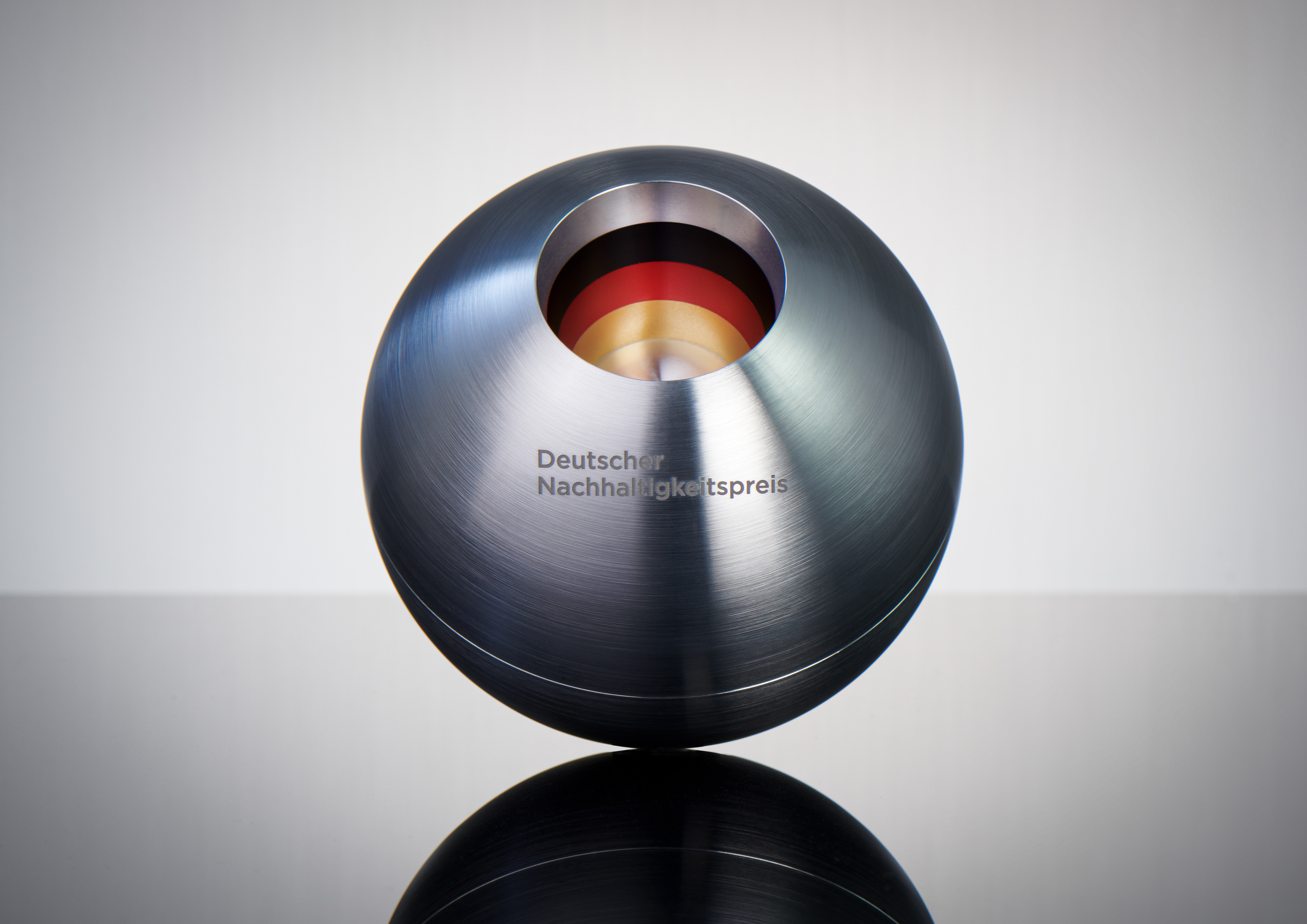
Deutscher Nachhaltigkeitspreis, Trophäe

Der Deutsche Nachhaltigkeitspreis (DNP) ist eine Auszeichnung für Nachhaltigkeit.
Der Preis prämiert vorbildliche Nachhaltigkeitsleistungen in Wirtschaft, Kommunen und Forschung. Mit fünf Wettbewerben, über 800 Bewerbern und ca. 2.000 Gästen zur Abschlussveranstaltung ist er die größte Auszeichnung ihrer Art in Europa. Der Preis wird seit 2008 jährlich von der Stiftung Deutscher Nachhaltigkeitspreis e. V. vergeben, in Zusammenarbeit mit der Bundesregierung, dem Rat für Nachhaltige Entwicklung, kommunalen Spitzenverbänden, Wirtschaftsvereinigungen, zivilgesellschaftlichen Organisationen und Forschungseinrichtungen. Er hat das Ziel, Wirtschaft und den kommunalen Sektor in nachhaltigem Handeln zu bestärken und die Grundsätze nachhaltiger Entwicklung in der öffentlichen Wahrnehmung besser zu verankern. Er soll zeigen, dass verantwortliches Handeln nicht nur hilft, soziale und ökologische Probleme im globalen oder lokalen Maßstab zu lösen, sondern auch Profitabilität und Wettbewerbsfähigkeit erhöhen kann. Für humanitäres und ökologisches Engagement werden Ehrenpreise vergeben.
Initiator des Preises ist der Fernsehjournalist und Jurist Stefan Schulze-Hausmann. Kritiker werfen dem Preis vor, er sei eine Werbeveranstaltung für Unternehmen, erwecke den Anschein eines staatlichen Preises und verfolge privatwirtschaftliche Absichten. Befürworter argumentieren, dass er Nachhaltigkeitsthemen stärker in die öffentliche Wahrnehmung rücke. Nach einer Studie der Universität Hohenheim zählt der Deutsche Nachhaltigkeitspreis zu den bekanntesten und als glaubwürdig bewerteten Unternehmensauszeichnungen für Nachhaltigkeit in Deutschland.

## Wettbewerb
Die am nachhaltigsten agierenden Unternehmen, Städte und Gemeinden in Deutschland, werden über einen Wettbewerb ermittelt. Die Teilnehmer des Wettbewerbs qualifizieren sich durch das Ausfüllen eines elektronischen Fragebogens, der mit verschiedenen Methodikpartnern entwickelt wurde, darunter Difu, Wuppertal Institut und Hochschule für Wirtschaft und Recht Berlin. Die Methodik zielt dabei auf maximale Transparenz ab, hält den Bearbeitungsaufwand für die Bewerber überschaubar und soll der Komplexität des Nachhaltigkeitsmanagements in großen und kleinen Einheiten gerecht werden.
Eine Bewerbung für den Preis ist nicht möglich. Damit unterscheidet sich der DNP von anderen Nachhaltigkeitspreisen.

### Jury
Die Expertenjury unter dem Vorsitz von Günther Bachmann, bis März 2020 Generalsekretär des Rates für Nachhaltige Entwicklung, wählt jedes Jahr die Sieger und Finalisten des Deutschen Nachhaltigkeitspreises aus. Dieses Gremium – jährlich berufen durch das Kuratorium der Stiftung Deutscher Nachhaltigkeitspreis – bringt Perspektiven aus Wirtschaft, Forschung, Zivilgesellschaft und Politik in den Entscheidungsprozess ein.
Die 224 Jurymitglieder kommen aus der Forschung, Verbänden, Beratung und Zivilgesellschaft.

### Kategorien
Deutscher Nachhaltigkeitspreis für Unternehmen
Der Deutsche Nachhaltigkeitspreis zeichnet Unternehmen aus, die mit ihren Produkten und Dienstleistungen besonders erfolgreich ökologischen und sozialen Herausforderungen begegnen und damit Nachhaltigkeit als wirtschaftliche Chance nutzen. Die Kategorien reichen von kleinen und mittelgroßen über mittelgroße und Großunternehmen.
Unternehmen können sich seit 2014 zusätzlich für den Sonderpreis „Ressourceneffizienz“ bewerben. Hierbei werden herausragende Strategien und Maßnahmen entlang der gesamten Wertschöpfungskette bewertet, die zu einer Minimierung des Material-, Energie-, Flächen- und Wassereinsatzes beitragen sowie innovative Recycling- und Kreislaufkonzepte.
Deutschlands nachhaltigste Marken zeichnen Unternehmens- oder Produktmarken aus, die in besonderer Weise Nachhaltigkeitsaspekte in der Markenführung berücksichtigen.
Deutscher Nachhaltigkeitspreis für Städte und Gemeinden
Seit 2012 wird der Deutsche Nachhaltigkeitspreis auch an „Deutschlands nachhaltigste Städte und Gemeinden“ vergeben. Gewürdigt werden Kommunen, die im Rahmen ihrer wirtschaftlichen Möglichkeiten eine umfassende nachhaltige Stadtentwicklung betreiben und in den wichtigen Themenfeldern der Verwaltung erfolgreiche Nachhaltigkeitsprojekte realisiert haben. Bei der Vergabe werden auch finanzschwache Bewerber berücksichtigt, die trotz eingeschränkter Möglichkeiten nachhaltig agieren. Seit dem ersten Wettbewerb 2012 wird die zugrunde liegende Methodik kontinuierlich weiterentwickelt, um Fortschritte im Feld der kommunalen Nachhaltigkeit, praktische Erfahrungen und Feedback der Teilnehmer zu berücksichtigen. Zum fünfjährigen Jubiläum 2016 wurde der Fragebogen umfassend überarbeitet, um den Bearbeitungsaufwand deutlich zu reduzieren. Wesentliche methodische Neuerung ist die Einführung einer zweiten Wettbewerbsphase für das Spitzenfeld der Städte und Gemeinden in jeder Kategorie. Die Preisträger – je eine Großstadt, eine Stadt mittlerer Größe und eine Kleinstadt oder Gemeinde – erhalten von der Allianz Umweltstiftung eine projektbezogene Fördersumme von jeweils 35.000 Euro.
Deutsche Nachhaltigkeitspreis Forschung
In Zusammenarbeit mit dem Bundesministerium für Bildung und Forschung prämiert der Preis Forscher und Forscherteams, die sich in ihrer Arbeit mit dem Transformationsprozess zu einer „Green Economy“ befassen. Die Auszeichnung unterstreicht die herausragende Rolle der Wissenschaft für den Wandel hin zu nachhaltigerem Leben und Wirtschaften.
DGNB Preis „Nachhaltiges Bauen“

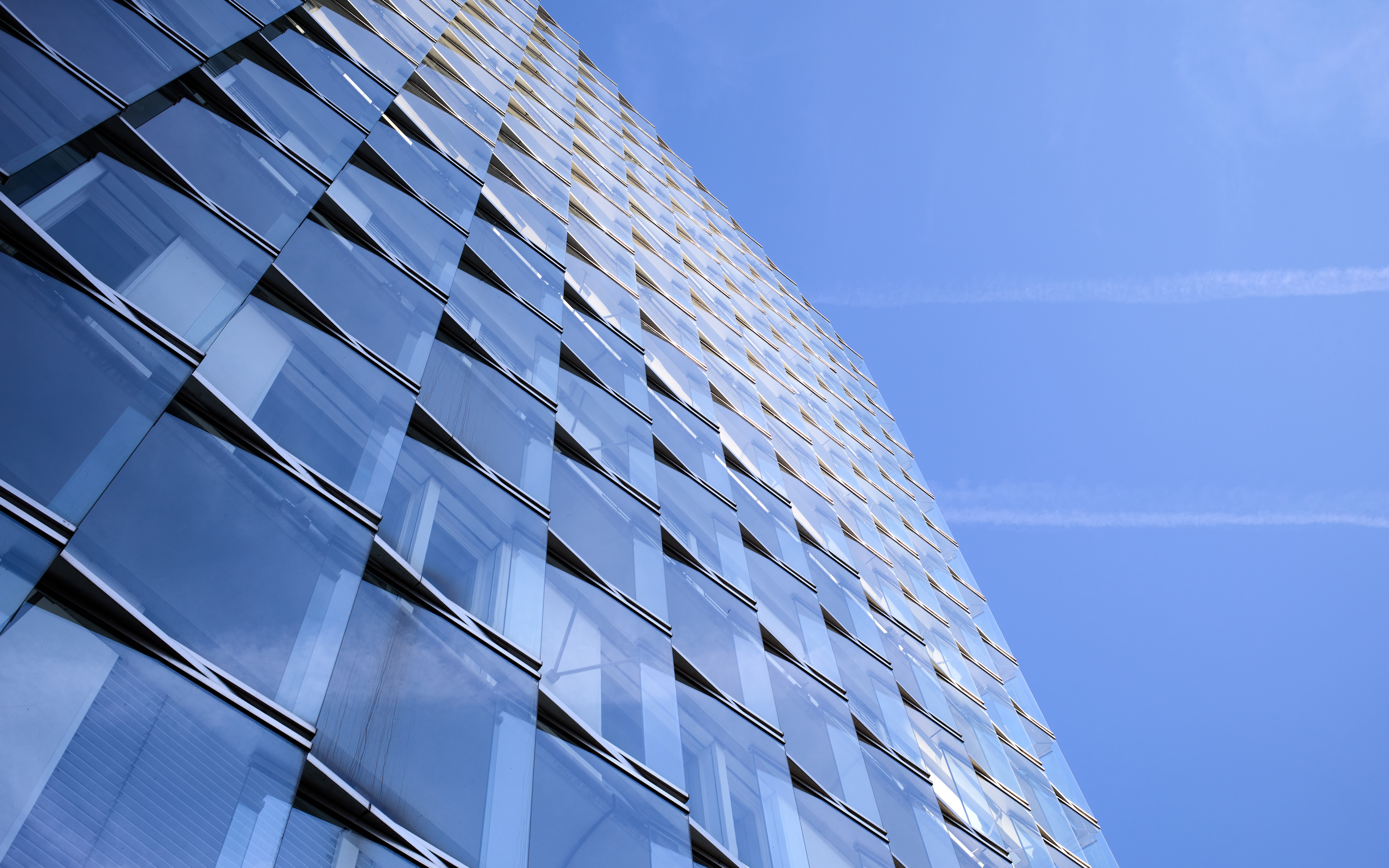
Fassade des 2010 mit dem DGNB Preis in Gold für seine Nachhaltigkeit ausgezeichneten „Commercial Center“ in der Hamburger HafenCity

Der DGNB Preis „Nachhaltiges Bauen“ zeichnet herausragende und beispielhafte Leistungen der Architektur aus, deren Qualität sich über die Nachhaltigkeit hinaus insbesondere in einem hohen ästhetischen Anspruch sowie in innovativen Lösungsansätzen zeigt. Ausgelobt wird der Preis von der Stiftung Deutscher Nachhaltigkeitspreis e. V. in Kooperation mit der Deutschen Gesellschaft für Nachhaltiges Bauen – DGNB e. V.
BMUB-Sonderpreis „PartnerStadt – Nachhaltige Infrastrukturen lokal und global“
Mit dem Sonderpreis „PartnerStadt – Nachhaltige Infrastrukturen lokal und global“ zeichnet das Bundesministerium für Umwelt, Naturschutz, Bau und Reaktorsicherheit (BMUB) Städte und Gemeinden aus, die – entweder selbst oder durch ihre kommunalen Unternehmen – das Entstehen nachhaltiger Infrastrukturen in Ländern mit hohem Restrukturierungsbedarf unterstützen und somit auch dazu beitragen, dass deutsche Umwelttechnologien international nachgefragt werden.

## Der Next Economy Award (NEA)
Seit 2015 vergibt die Stiftung Deutscher Nachhaltigkeitspreis in Zusammenarbeit mit dem Rat für Nachhaltige Entwicklung und dem DIHK die erste nationale Auszeichnung für Startups, die auf Nachhaltigkeit und die Green Economy setzen, den Next Economy Award. Der NEA prämiert in verschiedenen Themenfeldern Gründer, die mit innovativen Geschäftsmodellen für soziale und ökologische Verbesserungen sorgen und damit die „nächste“, die nachhaltigere Wirtschaft mitgestalten wollen. Das Finale des Wettbewerbs wird in einem Live-Pitch vor der Jury ausgetragen.

## Deutscher Nachhaltigkeitstag (DNT)
Die Preisträger werden im Rahmen des Deutschen Nachhaltigkeitstags bekanntgegeben. Mit ca. 2.000 Teilnehmern ist der DNT einer der meistbesuchten nationalen Kongresse für Nachhaltigkeit, Veranstaltungsort ist das Maritim-Hotel in Düsseldorf. Er richtet sich an die Nachhaltigkeitsexperten aus Unternehmen und Kommunalverwaltungen, sowie an engagierte Vertreter aus Zivilgesellschaft, Politik, Forschung und Medien und findet alljährlich als Kongress mit wechselnden Programm und unterschiedlichen Referenten zu aktuellen Themenschwerpunkten mit einer Festveranstaltung und Podiumsdiskussionen statt. 2020 wurde er nur online durchgeführt. Die bisherigen Termine waren:
- 01. DNT: 5. Dezember 2008
- 02. DNT: 6. November 2009, mit Auftritt von Jane Fonda
- 03. DNT: 26. November 2010
- 04. DNT: 4. November 2011, mit 1. Kindernachhaltigkeitstag[26] organisiert vom KiKA
- 05. DNT: 7./8. Dezember 2012
- 06. DNT: 21./22. November 2013
- 07. DNT: 27./28. November 2014
- 08. DNT: 26./27. November 2015
- 09. DNT: 24./25. November 2016
- 10. DNT: 7./8. Dezember 2017
- 11. DNT: 6./7. Dezember 2018 mit Gastauftritt von Richard Gere[27]
- 12. DNT 21./22. November 2019 mit Auftritt[28] von Simply Red Sänger Mick Hucknall
- 13. DNT: 3./4. Dezember 2020 (online)
- 14. DNT: 2./3. Dezember 2021
- 15. DNT: 1./2. Dezember 2022
- 16. DNT: 23./24. November 2023
- 17. DNT: 28. November 2024

## Preisträger
In der folgenden Tabelle sind die Preisträger zusammengefasst. Das in der Tabelle angegebene Jahr gibt dabei das Jahr der Preisverleihung an, wobei die Preise sich jeweils auf das Folgejahr beziehen. So wurde bspw. im Jahr 2018 der Nachhaltigkeitspreis für das Jahr 2019 verliehen.
| Kategorie                                                                         | Preisträger |
| 2022                                                                              | 2022 |
| --------------------------------------------------------------------------------- | --- |
| Deutscher Nachhaltigkeitspreis Unternehmen                                        | - Biodiversität: - Allos Hof-Manufaktur GmbH - Gesellschaft: - Dialoghaus Hamburg gGmbH - Klima: - Druckerei Lokay e. K. - Klöckner & Co SE - Ressourcen: - Laverana GmbH & Co. KG - Nickelhütte Aue GmbH - Lieferkette: - Wildling Shoes GmbH |
| Sonderpreis Verpackung                                                            | Saier Verpackungstechnik GmbH & Co. KG |
| Globale Unternehmenspartnerschaften                                               | Verdonna mit INTERLINKS CONSULTING GROUP SAC |
| Deutscher Nachhaltigkeitspreis Architektur                                        | Hotel Wilmina, Berlin (Grüntuch Ernst Architekten) |
| Sonderpreis „Local Heroes“                                                        | Quartiermeister - korrekter Konsum GmbH |
| Next Economy Award (Startup-Preis des Deutschen Nachhaltigkeitspreises)           | - Installion GmbH - ProteinDistillery GmbH - traceless materials GmbH |
| Ehrenpreisträger                                                                  | - Toni Garrn - Michael Braungart - Fürst Albert II. (Monaco) - Zaz - Michael Patrick Kelly |
| 2021                                                                              | |
| Deutscher Nachhaltigkeitspreis Unternehmen                                        | - PRIMAVERA LIFE GmbH - Sonett GmbH - GREEN IT Das Systemhaus GmbH - Schneider Electric SE - Alfred Kärcher SE & Co. KG - EcoVadis SAS |
| Deutscher Nachhaltigkeitspreis Verpackung                                         | Büttenpapierfabrik Gmund GmbH & Co. KG |
| Globale Unternehmenspartnerschaften                                               | Deuter Sport GmbH mit Vina Duke, Vietnam |
| Deutscher Nachhaltigkeitspreis Architektur                                        | Einfach Bauen |
| Deutscher Nachhaltigkeitspreis Forschung                                          | HeatResilientCity |
| Deutscher Nachhaltigkeitspreis Städte und Gemeinden                               | - Landeshauptstadt Stuttgart - Stadt Geestland - Gemeinde Fuchstal |
| Next Economy Award (Startup-Preis des Deutschen Nachhaltigkeitspreises)           | - Enpal GmbH - INERATEC GmbH - Wasser 3.0 gGmbH |
| Ehrenpreisträger                                                                  | - EU-Kommissionspräsidentin Ursula von der Leyen - Schauspieler, Filmproduzent und Regisseur Forest Whitaker - Sänger und Komponist Chris de Burgh - Model und Schauspielerin Lily Cole - Sängerin und Schauspielerin Joss Stone - Klimaforscher Hans Joachim Schellnhuber - Sängerin Billie Eilish - Initiative #sicherheim unter Schirmherrin Natalia Wörner      |
| 2020                                                                              | |
| Deutscher Nachhaltigkeitspreis Unternehmen                                        | - AfB gemeinnützige GmbH - ARMOR Solar Power Films GmbH - Demeter-Felderzeugnisse GmbH - ECF Farmsystems GmbH - Ecosia GmbH - Grohe AG - Klass Filter GmbH - Ørsted Wind Power Germany GmbH - WILO SE - W. Neudorff GmbH KG |
| Deutscher Nachhaltigkeitspreis Verpackung                                         | FRoSTA Tiefkühlkost GmbH |
| Globale Partnerschaften (Kommunale Partnerschaften & Unternehmenspartnerschaften) | - Landkreis Karlsruhe mit Brusque, Brasilien - Stadt Landau in der Pfalz mit dem Distrikt Ruhango, Ruanda - Brands Fashion mit Sags Apparels, Indien |
| Deutscher Nachhaltigkeitspreis Architektur                                        | SKAIO |
| Deutscher Nachhaltigkeitspreis Forschung                                          | loopsai |
| Deutscher Nachhaltigkeitspreis Städte und Gemeinden                               | - Landeshauptstadt Kiel - Hansestadt Buxtehude - Stadt Eltville am Rhein |
| Next Economy Award (Startup-Preis des Deutschen Nachhaltigkeitspreises)           | - Bracenet GmbH - RITTEC Umwelttechnik GmbH - Too Good To Go GmbH (Sieger) |
| Ehrenpreisträger                                                                  | - Musikerin Joy Denalane - Sänger Sir Elton John - Singer-Songwriter Jack Johnson - Fynn Kliemann (Ehrenpreis des Next Economy Awards) - Band Milky Chance - EU-Kommissionspräsidentin Ursula von der Leyen - Designer Dieter Rams (Ehrenpreis des Deutschen Nachhaltigkeitspreises Design) - Zukunftsforscher Jeremy Rifkin - Forscher Uğur Şahin und Özlem Türeci |
| 2019                                                                              | |
| Deutschlands nachhaltigstes Großunternehmen                                       | fischerwerke GmbH & Co. KG |
| Deutschlands nachhaltigstes mittelgroßes Unternehmen                              | Develey Senf und Feinkost GmbH |
| Deutschlands nachhaltigstes KMU                                                   | Taifun-Tofu GmbH |
| Deutscher Nachhaltigkeitspreis Verpackung                                         | Profol GmbH |
| Globale Partnerschaften                                                           | Bremen und Durban, Südafrika GLS Bank und Bio Foods (PVT), Sri Lanka |
| Deutscher Nachhaltigkeitspreis Architektur                                        | Alnatura Campus – Neubau der Alnatura Arbeitswelt |
| Deutscher Nachhaltigkeitspreis Forschung                                          | Projekt Elevate – Sozialhelden e. V. |
| Deutschlands nachhaltigste Großstadt                                              | Osnabrück |
| Deutschlands nachhaltigste Stadt mittlerer Größe                                  | Aschaffenburg |
| Deutschlands nachhaltigste Kleinstadt und Gemeinde                                | Bad Berleburg |
| Next Economy Award (Startup-Preis des Deutschen Nachhaltigkeitspreises)           | - Kategorie Change: right. based on science UG - Kategorie People: ReHub GmbH - Kategorie Ressources: ECOFARIO GmbH |
| Sonderpreis Digitalisierung                                                       | - Unternehmen: SWT – Anstalt des öffentlichen Rechts der Stadt Trier - Forschung: Leipzig mobil 2.0 der Leipziger Verkehrsbetriebe - Architektur: BUGA Holzpavillon - Kommunen: Waiblingen - Startups: Retraced GmbH |
| Ehrenpreisträger                                                                  | - SDG-Initiatorin Paula Caballero - Joachim Gauck, Bundespräsident a. D. - Bjarke Ingels, Architekt - Mick Hucknall, Sänger - Greta Thunberg, Fridays-for-Future-Aktivistin |
| 2018                                                                              | |
| Deutschlands nachhaltigstes Großunternehmen                                       | Symrise AG |
| Deutschlands nachhaltigstes mittelgroßes Unternehmen                              | KNIPEX-Werk C. Gustav Putsch KG Milchwerke Berchtesgadener Land Chiemgau eG |
| Deutschlands nachhaltigstes KMU                                                   | BeoPlast Besgen GmbH |
| Deutschlands nachhaltigstes Produkt                                               | Goldeimer Toilettenpapier von WEPA Hygieneprodukte |
| Globale Partnerschaften                                                           | Wernigerode und Hoi An, Vietnam Fosera Solarsystems GmbH & Co.KgaA und VITALITE Zambia Ltd., Sambia |
| DGNB Preis „Nachhaltiges Bauen“                                                   | Rathaus Freiburg |
| Deutscher Nachhaltigkeitspreis Forschung                                          | F.R.A.N.Z. – Gemeinsam für mehr Vielfalt in der Agrarlandschaft |
| Deutschlands nachhaltigste Großstadt                                              | Münster |
| Deutschlands nachhaltigste Stadt mittlerer Größe                                  | Eschweiler |
| Deutschlands nachhaltigste Kleinstadt und Gemeinde                                | Saerbeck |
| Next Economy Award (Startup-Preis des Deutschen Nachhaltigkeitspreises)           | - Kategorie Change: SIRPLUS UG - Kategorie People: Social-Bee gGmbH - Kategorie Ressources: NUMAFERM GmbH |
| Ehrenpreisträger                                                                  | - Schauspieler Richard Gere - Sängerin Angélique Kidjo - Sänger Rea Garvey |
| 2017                                                                              | |
| Deutschlands nachhaltigstes Großunternehmen                                       | Deutsche Telekom AG |
| Deutschlands nachhaltigstes mittelgroßes Unternehmen                              | Alfred Ritter GmbH & Co. KG, Rinn Beton- und Naturstein GmbH & Co. KG |
| Deutschlands nachhaltigstes KMU                                                   | Sodasan Wasch- und Reinigungsmittel GmbH |
| Deutschlands nachhaltigste Marke                                                  | Andechser Molkerei Scheitz GmbH |
| Sonderpreis „Ressourceneffizienz“                                                 | DSD – Duales System Holding GmbH & Co. KG |
| DGNB Preis „Nachhaltiges Bauen“                                                   | Gemeinschaftlich nachhaltig bauen – wagnisART |
| Deutscher Nachhaltigkeitspreis Forschung                                          | Die bio-elektrochemische Brennstoffzelle (BioBZ) |
| Deutschlands nachhaltigste Großstadt                                              | Landeshauptstadt Hannover |
| Deutschlands nachhaltigste Stadt mittlerer Größe                                  | Stadt Geestland |
| Deutschlands nachhaltigste Kleinstadt und Gemeinde                                | Eifelgemeinde Nettersheim |
| Rewe-Group-Verbrauchervoting                                                      | GEPA Bio Café Orgánico |
| Next Economy Award (Startup-Preis des Deutschen Nachhaltigkeitspreises)           | - Kategorie Change: wijld GmbH - Kategorie Digitality: DITG GmbH - Kategorie People: EinDollarBrille e. V. - Kategorie Technology: Enerthing GmbH |
| Ehrenpreisträger                                                                  | - Mathilde Königin der Belgier - Annie Lennox, OBE - Jane Goodall, DBE - Marius Müller-Westernhagen |
| 2016                                                                              | |
| Deutschlands nachhaltigstes Großunternehmen                                       | Tchibo GmbH |
| Deutschlands nachhaltigstes mittelgroßes Unternehmen                              | Alnatura Produktions- und Handels GmbH, Fuchs Petrolub SE |
| Deutschlands nachhaltigstes KMU                                                   | Fond of Bags, Köln |
| Deutschlands nachhaltigste Marke                                                  | Weleda AG |
| Sonderpreis „Ressourceneffizienz“                                                 | Fliegl Fahrzeugbau GmbH, Procter & Gamble Gruppe Deutschland |
| BMUB-Sonderpreises „PartnerStadt – Nachhaltige Infrastrukturen lokal und global“  | Stadt Solingen |
| DGNB Preis „Nachhaltiges Bauen“                                                   | Schmuttertal-Gymnasium Diedorf |
| Deutscher Nachhaltigkeitspreis Forschung                                          | Evonik Industries AG |
| Deutschlands nachhaltigste Großstadt                                              | Stadt Nürnberg |
| Deutschlands nachhaltigste Stadt mittlerer Größe                                  | Stadt Delitzsch |
| Deutschlands nachhaltigste Kleinstadt und Gemeinde                                | Gemeinde Alheim |
| Rewe-Group-Verbrauchervoting                                                      | Bionade Holunder, Frosch Citrus Dusche & Bad-Reiniger |
| Next Economy Award (Startup-Preis des Deutschen Nachhaltigkeitspreises)           | - Kategorie Energy: SOLMOVE GmbH - Kategorie People: discovering hands® gUG - Kategorie Social Entrepreneur: Bürgerwerke eG - Kategorie Nature: Landpack GmbH |
| Ehrenpreisträger                                                                  | - UN-Generalsekretär Ban Ki-moon - Premierminister von Bhutan Tshering Tobgay - Schauspieler Nicolas Cage - Hip-Hop-Gruppe Die Fantastischen Vier |
| 2015                                                                              | |
| Deutschlands nachhaltigstes Großunternehmen                                       | Vaillant GmbH |
| Deutschlands nachhaltigstes mittelgroßes Unternehmen                              | Lebensbaum/Ulrich Walter GmbH |
| Deutschlands nachhaltigstes KMU                                                   | Bohlsener Mühle GmbH & Co. KG |
| Deutschlands nachhaltigste Marke                                                  | VAUDE Sport GmbH & Co. KG |
| Sonderpreis „Ressourceneffizienz“                                                 | BASF SE |
| DGNB Preis „Nachhaltiges Bauen“                                                   | Generalsanierung und Aufstockung Wohnhochhaus, Pforzheim |
| „Blauer Engel-Preis“                                                              | Telekom Deutschland GmbH |
| Deutscher Nachhaltigkeitspreis Forschung                                          | C³ – Carbon Concrete Composite |
| Deutschlands nachhaltigste Großstadt                                              | Stadt Karlsruhe |
| Deutschlands nachhaltigste Stadt mittlerer Größe                                  | Stadt Kempten (im Allgäu) |
| Deutschlands nachhaltigste Kleinstadt und Gemeinde                                | Nordseeinsel Juist |
| REWE Group-Verbrauchervoting                                                      | iglo Rahm-Spinat in der Kategorie Food Omniflora Fairtrade Rosen in der Kategorie Non Food. |
| Next Economy Award (Startup-Preis des Deutschen Nachhaltigkeitspreises)           | - Kategorie Digitality: ENIT Energy IT Systems GmbH - Kategorie Food: Apisystems - Kategorie Renewables: Aquakin GmbH - Kategorie Resources: DexLeChem GmbH |
| Ehrenpreisträger                                                                  | - I. M. Königin Silvia von Schweden - UN-Flüchtlingskommissar António Guterres - Bundesaußenminister a. D. Hans-Dietrich Genscher - Art Garfunkel. |
| 2014                                                                              | |
| Deutschlands nachhaltigstes Großunternehmen                                       | Miele & Cie. KG |
| Deutschlands nachhaltigstes Unternehmen mittlerer Größe                           | Rauch Möbelwerke GmbH |
| Deutschlands nachhaltigstes Kleinunternehmen                                      | W. Neudorff GmbH KG |
| Deutschlands nachhaltigste Marke                                                  | GEPA – The Fair Trade Company |
| Sonderpreis „Ressourceneffizienz“                                                 | Aquafil S.p.A. |
| Deutschlands nachhaltigste Großstadt                                              | Stadt Dortmund |
| Deutschlands nachhaltigste Stadt mittlerer Größe                                  | Stadt Ludwigsburg |
| Deutschlands nachhaltigste Kleinstadt und Gemeinde                                | Gemeinde Furth |
| Deutscher Nachhaltigkeitspreis Forschung                                          | ZINEG |
| Sonderpreis „Nachhaltiges Bauen“                                                  | HOF8 – Der Plusenergiehof im Taubertal |
| „Blauer Engel-Preis“                                                              | KYOCERA Document Solutions Deutschland GmbH |
| Ehrenpreisträger                                                                  | - Horst Köhler - Colin und Livia Firth - Nelly Furtado |
| 2013                                                                              | |
| Deutschlands nachhaltigstes Unternehmen                                           | ebm-papst |
| Deutschlands nachhaltigste Marke                                                  | SPEICK Naturkosmetik, Walter Rau GmbH & Co. KG Speickwerk |
| Deutschlands nachhaltigste Zukunftsstrategie (Konzern)                            | HEAG Südhessische Energie AG |
| Deutschlands nachhaltigste Zukunftsstrategie (KMU)                                | IWAN BUDNIKOWSKY GmbH & Co. KG |
| Deutschlands nachhaltigste Produkte / Dienstleistungen                            | HOWOGE Wohnungsbaugesellschaft mbH |
| Sonderpreis „Ressourceneffizienz“                                                 | Viessmann Werke GmbH & Co. KG |
| Deutschlands nachhaltigste Großstadt                                              | Stadt Augsburg |
| Deutschlands nachhaltigste Stadt mittlerer Größe                                  | Stadt Pirmasens |
| Deutschlands nachhaltigste Kleinstadt und Gemeinde                                | Stadt Pfaffenhofen an der Ilm |
| Deutscher Nachhaltigkeitspreis 2013 (Governance & Verwaltung)                     | Stadt Mannheim |
| Sonderpreis                                                                       | „InnovationCity Ruhr“ |
| Forschungspreis „Nachhaltige Entwicklungen“                                       | VIP – Vorpommern Initiative Paludikultur |
| Sonderpreis „Nachhaltiges Bauen“                                                  | Kunstmuseum Ravensburg |
| Ehrenpreisträger                                                                  | - Gro Harlem Brundtland - Leoluca Orlando - Richard Oetker - Dionne Warwick - Anastacia |
| 2012                                                                              | |
| Deutschlands nachhaltigstes Unternehmen                                           | GLS Gemeinschaftsbank |
| Deutschlands nachhaltigste Marke                                                  | FRoSTA Tiefkühlkost GmbH |
| Deutschlands nachhaltigste Zukunftsstrategie (Konzern)                            | Unilever Deutschland GmbH |
| Deutschlands nachhaltigste Zukunftsstrategie (KMU)                                | AfB gemeinnützige GmbH |
| Deutschlands nachhaltigste Initiative                                             | Symrise AG |
| Deutschlands nachhaltigste Produkte / Dienstleistungen                            | Kübler GmbH – Energiesparende Hallenbeheizung |
| „Blauer Engel-Preis“                                                              | J.W. Ostendorf GmbH & Co. KG |
| Sonderpreis „Deutschlands recyclingpapierfreundlichstes Unternehmen“              | JACK WOLFSKIN Ausrüstung für Draußen GmbH & Co. KG |
| Deutschlands nachhaltigste Großstadt                                              | Stadt Freiburg im Breisgau |
| Deutschlands nachhaltigste Stadt mittlerer Größe                                  | Stadt Neumarkt in der Oberpfalz |
| Deutschlands nachhaltigste Kleinstadt und Gemeinde                                | Stadt Wunsiedel |
| Deutscher Nachhaltigkeitspreis 2012 (Governance & Verwaltung)                     | Stadt Solingen |
| Deutscher Nachhaltigkeitspreis 2012 (Klima & Ressourcen)                          | Gemeinde Alheim |
| Deutscher Nachhaltigkeitspreis 2012 (Lebensqualität & Stadtstruktur)              | Stadt Leipzig |
| Deutscher Nachhaltigkeitspreis Forschung                                          | ASTAF-PRO |
| Sonderpreis der Deutschen UNESCO-Kommission „Bildung für nachhaltige Entwicklung“ | Stadt Gelsenkirchen |
| Ehrenpreisträger                                                                  | - Lord Norman Foster - Scorpions - Achim Steiner - José Carreras - Emiko Okuyama - Patricia Espinosa - Die Prinzen - Claudia Cardinale |
| 2011                                                                              | |
| Deutschlands nachhaltigstes Unternehmen                                           | Alnatura Produktions- und Handels GmbH |
| Deutschlands nachhaltigste Marke                                                  | Viessmann Werke GmbH & Co. KG |
| Deutschlands nachhaltigste Zukunftsstrategie (Konzern)                            | Siemens AG |
| Deutschlands nachhaltigste Zukunftsstrategie (KMU)                                | Müller – Die lila Logistik AG |
| Deutschlands nachhaltigste Produkte / Dienstleistungen                            | Vaillant |
| Deutschlands nachhaltigste Initiative                                             | dm-drogerie markt GmbH & Co. KG |
| Sonderpreis „Deutschlands recyclingpapierfreundlichstes Unternehmen“              | SAP AG |
| Ehrenpreisträger                                                                  | - Joachim Fuchsberger - Cliff Richard - Peter Maffay - David de Rothschild |
| 2010                                                                              | |
| Deutschlands nachhaltigstes Unternehmen                                           | Deutsche See GmbH |
| Deutschlands nachhaltigste Marke                                                  | LichtBlick AG |
| Deutschlands nachhaltigste Zukunftsstrategie (Konzern)                            | PUMA AG |
| Deutschlands nachhaltigste Zukunftsstrategie (KMU)                                | GESOBAU AG Studiosus Reisen München GmbH. |
| Deutschlands nachhaltigste Initiative                                             | REWE Group |
| Deutschlands nachhaltigste Produkte / Dienstleistungen                            | C&A Europe / C&A Mode KG Daimler AG |
| Sonderpreis „Deutschlands recyclingpapierfreundlichstes Unternehmen“              | REWE Group |
| Ehrenpreisträger                                                                  | - Volker Hauff - Jamie Oliver - Robin Gibb - Larry Hagman |
| Publikumspreis der Wirtschaftswoche „Deutschlands Kopf der Nachhaltigkeit“        | - Ernst-Ulrich von Weizsäcker - Thilo Bode - Christoph Harrach - Klaus Töpfer - Alain Caparros |
| 2009                                                                              | |
| Deutschlands nachhaltigstes Unternehmen                                           | Bau-Fritz GmbH & Co. KG |
| Deutschlands nachhaltigste Marke                                                  | Werner & Mertz GmbH |
| Deutschlands nachhaltigste Zukunftsstrategie                                      | Deutsche Post DHL |
| Deutschlands nachhaltigste Forschung und Entwicklung                              | Procter & Gamble Germany GmbH & Co. Operations oHG |
| Deutschlands nachhaltigste Produkte / Dienstleistungen                            | TransFair e. V. |
| Sonderpreis „Deutschlands recyclingpapierfreundlichstes Unternehmen“              | Memo AG |
| Deutschlands nachhaltigster Einkauf                                               | HiPP-Werk Georg Hipp OHG |
| Deutschlands nachhaltigste Produktion                                             | Viessmann Werke GmbH & Co. KG |
| Deutschlands nachhaltigstes Recycling                                             | InterfaceFLOR Interface Deutschland GmbH |
| Deutschlands nachhaltigste Finanzdienstleistung                                   | Bank Sarasin AG |
| Ehrenpreisträger                                                                  | - Jane Fonda - DFB - Yusuf Islam Cat Stevens - Wolfgang Schäuble - Joschka Fischer |
| 2008                                                                              | |
| Deutschlands nachhaltigstes Unternehmen                                           | BSH Bosch und Siemens Hausgeräte GmbH |
| Deutschlands nachhaltigste Marke                                                  | Henkel AG & Co. KGaA |
| Deutschlands nachhaltigster Einkauf                                               | Axel Springer AG |
| Deutschlands nachhaltigste Strategie                                              | tegut… Gutberlet Stiftung & Co. |
| Deutschlands nachhaltigstes Produkt                                               | OSRAM GmbH |
| Deutschlands nachhaltigste Produktion                                             | SolarWorld |
| Deutschlands nachhaltigster Vertrieb                                              | Barmenia Versicherungen |
| Ehrenpreisträger                                                                  | - HRH Prince Charles - Annie Lennox - Klaus Töpfer |

1. ↑  Preis nach Betrugsvorwürfen im Mai 2022 nachträglich aberkannt, siehe Fynn Kliemann#Betrugsvorwürfe

## Stiftung Deutscher Nachhaltigkeitspreis e. V.
Träger des Preises ist die Stiftung Deutscher Nachhaltigkeitspreis e. V. In ihrem Vorstand sitzen:
- Stefan Schulze-Hausmann (Wirtschafts-Journalist, Moderator, Produzent und Initiator des Preises[39])
- Günther Bachmann (Nachhaltigkeits- und Umweltwissenschaftler)
- Otto Schulz (Unternehmensberater bei EY-Pathenon[40])
- Prof. Dr. Ing. Evi Hartmann (Professorin für Betriebswirtschaftslehre, Friedrich Alexander Universität Erlangen Nürnberg)

### Kuratorium
Die Mitglieder des Kuratoriums aus Politik, Wirtschaft und Gesellschaft bestellen die Jury und leisten inhaltliche und methodische Beratung, dies sind z. Zt.:
- Bärbel Dieckmann, SPD-Politikerin und ehemalige Bürgermeisterin von Bonn
- Dr. Volker Hauff, ehemaliger Bundesminister und Oberbürgermeister von Frankfurt am Main
- Rüdiger Kruse, Direktor "Global Society Institut", Vorsitzender Stiftung Unternehmen Wald Deutschland, 2009 bis 2021 Mitglied des Deutschen Bundestages
- Yvonne Zwick, Vorsitzende von B.A.U.M. e. V. - Netzwerk für nachhaltiges Wirtschaften

## Kritik
Am Tag der Preisverleihung 2024 veröffentlichten Der Spiegel und das Medienangebot flip einen kritischen Beitrag über den Deutschen Nachhaltigkeitspreis (DNP). In dem Beitrag wird die Seriosität des Preises infrage gestellt; insbesondere wird behauptet, das Projekt diene „vor allem dem Initiator“. Die Autoren weisen darauf hin, dass der DNP nach außen den Anschein eines staatlichen Preises erwecke und unter anderem mit politischen Kooperationen werbe, die teilweise von den betreffenden Institutionen dementiert würden.
Seitens des DNP wird auf eine vollständige Offenlegung der eigenen Rolle als privater Veranstalter verwiesen, etwa durch Angaben auf der offiziellen Website. Zudem veröffentlichte der DNP Stellungnahmen des Bundesumweltministeriums (BMUV, 2023) und des Bundesministeriums für Wirtschaft und Klimaschutz (BMWK, 2024), um die jeweiligen Formen der Beteiligung öffentlich zu dokumentieren.
Ein weiterer Kritikpunkt des Artikels betrifft die Teilnahmegebühren, die von Nominierten und Preisträgern erhoben werden. Laut Veranstalter entsprächen diese den branchenüblichen Kosten bei vergleichbaren Wettbewerben; zudem würden zahlreiche Freikarten an Studierende, Vertreter von NGOs, wissenschaftliche Institutionen und Start-ups vergeben.
Wie Der Spiegel berichtet, beendete das Bundesministerium für wirtschaftliche Zusammenarbeit und Entwicklung (BMZ) im Jahr 2024 die seit 2018 bestehende Förderung eines themenspezifischen Sonderpreises nach einer vergaberechtlichen Neubewertung. Als Reaktion darauf stellte der DNP nach eigenen Angaben die internen Unterlagen öffentlich zur Verfügung, auf die sich die Berichterstattung bezog.
Infolge der medialen Debatte erklärten die Unternehmen Börlind und Weleda, im Jahr 2024 auf die Annahme eines Preises zu verzichten, mit Verweis auf aus ihrer Sicht intransparente Prozesse. Der DNP verweist dazu auf die öffentliche Preisträgerliste und erklärt, dass Börlind im fraglichen Jahr nicht zu den ausgezeichneten Unternehmen gehört habe.
Im Vorfeld der Ausschreibungen für die nachfolgenden Wettbewerbe wurde das Verfahren des DNP laut eigenen Angaben in einem umfassenden Stakeholderdialog überarbeitet. Ziel sei eine höhere Transparenz der Methodik sowie neue Formate in der Durchführung der Veranstaltung gewesen.